# Paroisse Saint-Sulpice
La paroisse Saint-Sulpice est l'une des 106 paroisses catholiques de l'archidiocèse de Paris, située dans le quartier de l'Odéon, dans le 6e arrondissement de Paris, ayant pour église paroissiale l'église Saint-Sulpice.
La figure marquante de la paroisse est Jean-Jacques Olier (1608-1657) qui y réforma le clergé de France en y fondant la Compagnie des prêtres de Saint-Sulpice, plus connue sous le nom de “Sulpiciens” chargée de créer des séminaires, de former et d'instruire les prêtres.

## Historique

### Avant 1642

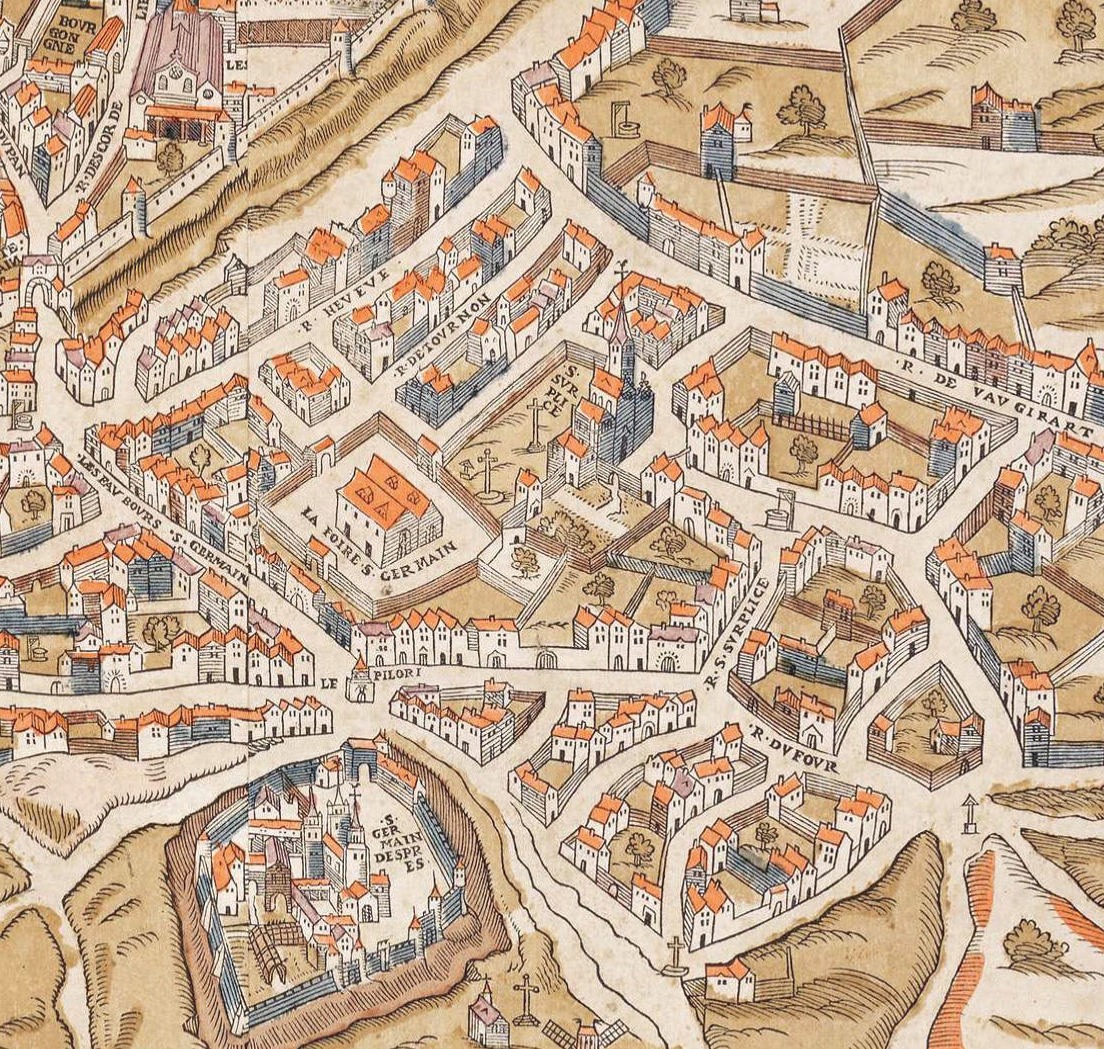
Le bourg Saint-Germain autour de l'église Saint-Sulpice vers 1550 (plan de Truschet et Hoyau).

À l'origine, la paroisse de Saint-Sulpice était confondue avec le domaine de l'abbaye de Saint-Germain-des-Prés. En 1159, le pape Adrien IV a donné aux abbés de Saint-Germain-des-Prés la pleine juridiction spirituelle et temporelle des églises situées sur le domaine de l'abbaye, à l'époque les chapelles Saint-Pierre et Saint-Martin-des-Orges et l'oratoire Saint-Jean-Baptiste. C'est à partir de cette date que les abbés vont organiser la paroisse de Saint-Sulpice. Ils ont nommé les curés hors de la tutelle de l'évêque.

### Après 1642

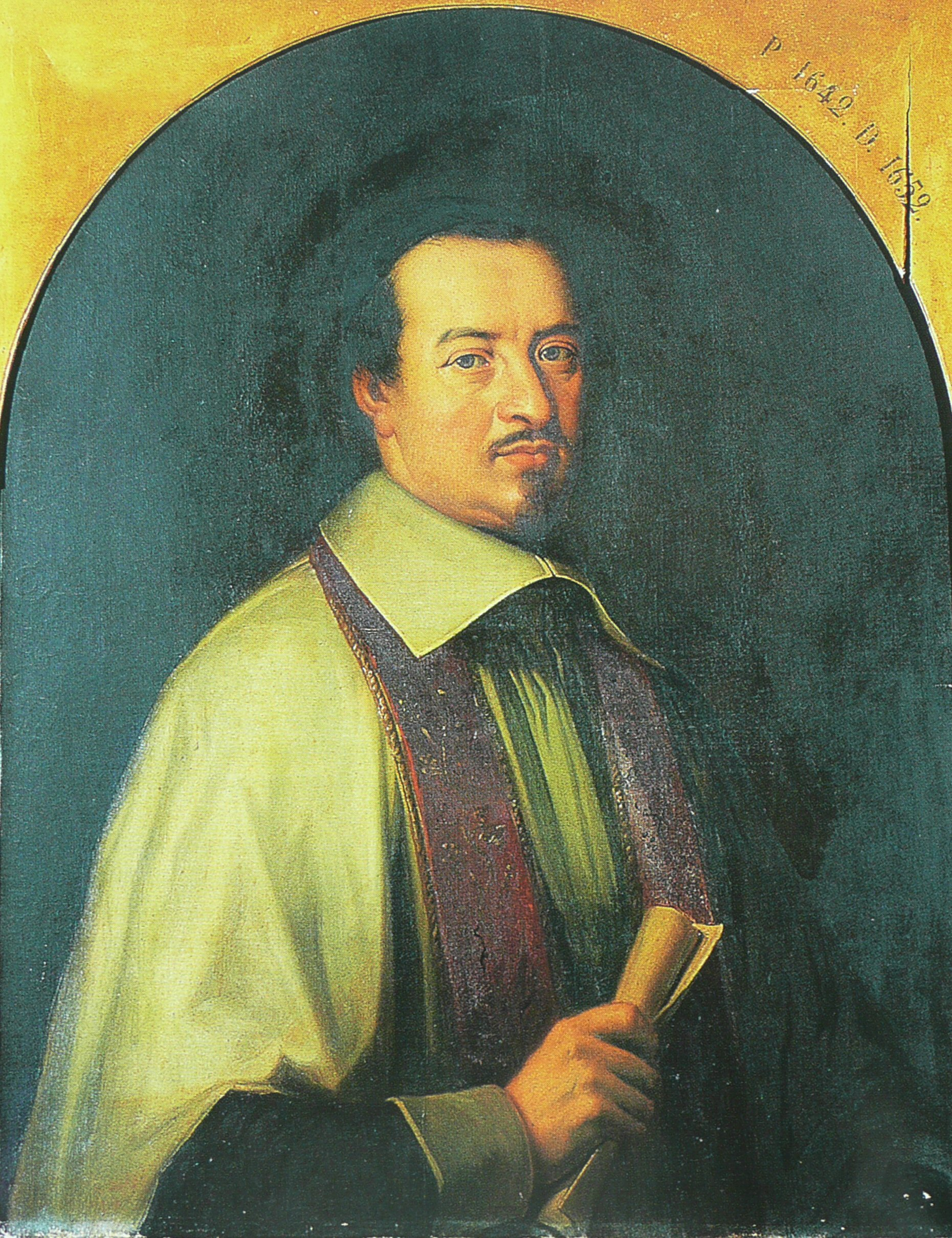
Jean-Jacques Olier, curé de Saint-Sulpice, initiateur de la reconstruction de l'église, fondateur de la Compagnie des prêtres de Saint-Sulpice et du séminaire éponyme.

En juin 1642, le curé de Saint-Sulpice, Julien de Fiesque, échange avec Jean-Jacques Olier (1608-1657) sa cure contre le prieuré de Clisson.
Au milieu du XVIIe siècle, la paroisse Saint-Sulpice est « le plus grand espace paroissial de Paris coïncidant avec le faubourg Saint-Germain, une abbaye, des séminaires, des couvents nouveaux, masculins, féminins, deux noviciats de grands ordres; une confrérie prestigieuse, une dynamique hors le royaume, en Nouvelle France, et enfin pour terminer une grande église comme une seconde cathédrale ! »

#### Construction d'une nouvelle église plus grande
Les travaux de la nouvelle église commandés par Olier et son ministère ont profondément changé la paroisse. 

#### Installation des Sulpiciens
Jean-Jacques Olier, installait dans sa paroisse une communauté religieuse fondée quelques mois plus tôt (31 décembre 1641) dans le village de Vaugirard.
Cette communauté vivant à la cure et son séminaire, construit en 1650, fut à l'origine d'une société de prêtres, la Compagnie des prêtres de Saint-Sulpice (aussi appelée “sulpiciens”) : de nombreux prêtres de cette Compagnie vivent en communauté autour du curé de la paroisse. Le Séminaire de Saint-Sulpice était sur l'actuelle Place Saint-Sulpice jusqu'à ce que Napoléon Bonaparte ordonne sa démolition en 1800.
La paroisse joue alors le rôle de « paroisse-pilote », libre d'appliquer les directives issues du Concile de Trente.

#### Écoles de charité, écoles paroissiales
La paroisse Saint-Sulpice est composés d'aristocraties du faubourg Saint-Germain mais aussi de quantités de pauvres gens.
En 1687, le curé Claude Bottu de la Barmondière fit savoir à saint Jean-Baptiste de La Salle son désir de voir ses frères enseignants à la direction des écoles de charité de la paroisse. Celui-ci vient avec deux Frères de Reims, ils arrivèrent le 24 février 1688. Cette implantation modela profondément l'expérience de la jeune communauté des Frères des écoles chrétiennes.
Les curés successifs firent aussi appel à d'autres congrégations enseignantes pour les écoles des filles, les écoles n'étant alors pas mixtes (voir document ci-contre).
Sous le ministère pastoral de Joachim Trotti de La Chétardie, les petites écoles de garçons et de filles auraient été portées sous son administration au nombre de 28.
Les maîtres des petites écoles parisiennes (payantes) ont tenté de nombreux procès, dont saint Jean-Baptiste de La Salle n'a pas été exempté.
Dans une lettre datée du 3 juillet 1698 à Saint-Cyr, Madame de Maintenon recommande au premier président de Paris, Harlay, de venir au secours du curé de Saint-Sulpice, en faveur des « escolles charitables de la paroisse Saint-Sulpice [et contre] les maistres et maistresses d'escolle qui les troublent quelquefois, et, quoique jusques icy ils aient toujours perdu tous les procès qu'ils ont intentés, ils y reviennent souvent… »

### À la Révolution
Paroisses de Paris en 1790
Le curé de 1788, l'abbé Antoine Xavier Mayneaud de Pancemont refuse de prêter serment à la Constitution civile du clergé.

### XIXe siècle
La Mairie du 6e arrondissement est implantée en 1848 sur le côté ouest de la place face à l'église.

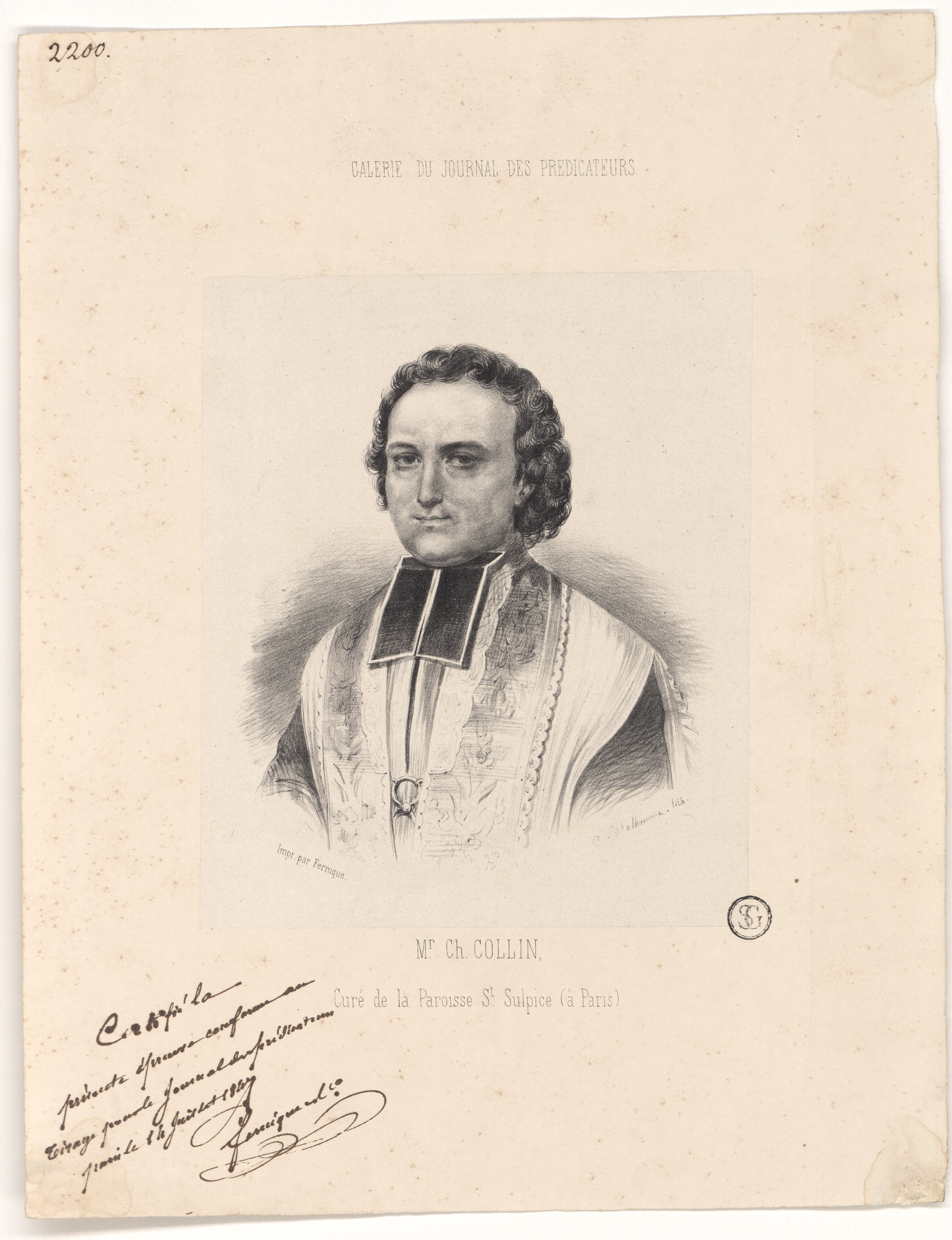
Portrait de Charles Collin (1796-1851) - Mr Ch. Collin. Curé de la paroisse St Sulpice (à Paris)", lith. de C. Belhomme, 1847 (à Paris)

## La paroisse actuelle

### Curés
- Julien de Fiesque
- Jean-Jacques Olier (1608-1657)
- Claude Bottu de la Barmondière (1678 à janvier 1689)
- Henri Baudrand
- Joachim Trotti de La Chétardie
- Raguier de Poussé
- Jean-Baptiste Languet de Gergy
- Jean Marie du Lau d'Allemans[8]
- Antoine Xavier Mayneaud de Pancemont (1756-1807)

[...]
- depuis 2020 : Henri de La Hougue

## Lieu de culte
La paroisse est composée d'un seul clocher : l'église Saint-Sulpice de Paris.